# Station Mainz-Kastel
Station Mainz-Kastel is een spoorwegstation in de Duitse plaats Wiesbaden in het stadsdeel Mainz-Kastel. Het station werd in 1840 geopend aan de Taunus-Eisenbahn.

## Treinverbindingen
De volgende treinseries stopten in 2011 in Mainz-Kastel:
| Spoorlijn:                                | Treinsoort: | Route: | Bijzonderheden:                     |
| ----------------------------------------- | ----------- | --- | ----------------------------------- |
| S-Bahn Rhein-Main                         | S1          | Wiesbaden - Wiesbaden Ost - Mainz-Kastel - Hattersheim - Frankfurt am Main - Offenbach am Main - Rödermark-Ober-Roden v.v. | 2× per uur                          |
| S-Bahn Rhein-Main                         | S9          | Wiesbaden - Wiesbaden Ost - Mainz-Kastel - Luchthaven Frankfurt am Main - Frankfurt am Main - Offenbach - Hanau v.v.       | 2× per uur                          |
| Spoorlijn Wiesbaden Ost - Niederlahnstein | SE          | (Neuwied) - Koblenz – Rüdesheim am Rhein – Wiesbaden - Mainz-Kastel – Frankfurt v.v.                                       | 1x per uur (in de spits 2x per uur) |